# Siremen
Siremen is een bestuurslaag in het regentschap Serang van de provincie Banten, Indonesië. Siremen telt 4081 inwoners (volkstelling 2010).